# Центр хоккея на траве (Казань)
Центр хоккея на траве — спортивное сооружение в Казани. Является одним из объектов Летней Универсиады 2013. В состав Центра входят два поля для хоккея на траве.

## История
В Казани история хоккея на траве начинается с 1980-х годов, когда команда «Буревестник», созданная в Казанском химико-технологическом институте, начала выступать на различных соревнованиях Советского союза. В 2000-х спортивное общество «Динамо» республики Татарстан предприняло попытки популяризовать вид спорта, в результате возросло количество клубов.
Проектирование Центра хоккея на траве началось в 2005 году ОАО «ГипроВТИ».
В октябре 2007 года был построен Центр хоккея на траве, который стал первым и единственным специализированным центром в стране, спроектированным ГУП «Татинвестгражданпроект». Открыт Центр был 9 сентября 2007 года. После открытия в том же году на объекте прошёл чемпионат Европы среди мужских команд «Challenge 1».
На территории стадиона проходили мужские и женские соревнования по хоккею на траве в рамках Летней Универсиады 2013 с 7 по 15 июля.
В Центре проходят тренировки команд Суперлиги.

## Комплекс
Трибуны главной арены размещают 2400 зрителей (по другим данным 1000 человек). Также в Центре функционирует тренировочная арена, площадь всего объекта составляет 4513 квадратных метров. Две арены для хоккея на траве, входящие в состав Центра, превращаются в открытый ледовый каток, работающий в зимнее время. Летом поля также могут быть переоборудованы для мини-футбола.

## Адрес
Центр хоккея на траве расположен по адресу: Казань, Оренбургский тракт, дом 11.